# Normanville (Eure)
Normanville és un municipi francès situat al departament de l'Eure i a la regió de Normandia. L'any 2007 tenia 1.108 habitants.

## Demografia

### Població
El 2007 la població de fet de Normanville era de 1.108 persones. Hi havia 414 famílies de les quals 60 eren unipersonals (20 homes vivint sols i 40 dones vivint soles), 155 parelles sense fills, 183 parelles amb fills i 16 famílies monoparentals amb fills.
La població ha evolucionat segons el següent gràfic:
Habitants censats

### Habitatges
El 2007 hi havia 437 habitatges, 418 eren l'habitatge principal de la família, 10 eren segones residències i 9 estaven desocupats. 426 eren cases i 8 eren apartaments. Dels 418 habitatges principals, 387 estaven ocupats pels seus propietaris, 26 estaven llogats i ocupats pels llogaters i 5 estaven cedits a títol gratuït; 5 tenien una cambra, 3 en tenien dues, 30 en tenien tres, 98 en tenien quatre i 282 en tenien cinc o més. 329 habitatges disposaven pel capbaix d'una plaça de pàrquing. A 150 habitatges hi havia un automòbil i a 251 n'hi havia dos o més.

### Piràmide de població
La piràmide de població per edats i sexe el 2009 era:
| Homes | Edats   | Dones |
| ----- | ------- | ----- |
| 0     | 95 o +  | 4     |
| 4     | 90 a 94 | 8     |
| 4     | 85 a 89 | 8     |
| 0     | 80 a 84 | 0     |
| 4     | 75 a 79 | 16    |
| 0     | 70 a 74 | 4     |
| 20    | 65 a 69 | 8     |
| 48    | 60 a 64 | 48    |
| 40    | 55 a 59 | 16    |
| 28    | 50 a 54 | 56    |
| 48    | 45 a 49 | 68    |
| 64    | 40 a 44 | 44    |
| 68    | 35 a 39 | 60    |
| 16    | 30 a 34 | 36    |
| 12    | 25 a 29 | 20    |
| 36    | 20 a 24 | 28    |
| 80    | 15 a 19 | 72    |
| 60    | 10 a 14 | 48    |
| 36    | 5 a 9   | 52    |
| 40    | 0 a 4   | 44    |

## Economia
El 2007 la població en edat de treballar era de 754 persones, 580 eren actives i 174 eren inactives. De les 580 persones actives 538 estaven ocupades (275 homes i 263 dones) i 42 estaven aturades (20 homes i 22 dones). De les 174 persones inactives 57 estaven jubilades, 83 estaven estudiant i 34 estaven classificades com a «altres inactius».

### Ingressos
El 2009 a Normanville hi havia 423 unitats fiscals que integraven 1.123 persones, la mediana anual d'ingressos fiscals per persona era de 22.871 €.

### Activitats econòmiques
Dels 95 establiments que hi havia el 2007, 5 eren d'empreses de fabricació d'altres productes industrials, 18 d'empreses de construcció, 35 d'empreses de comerç i reparació d'automòbils, 1 d'una empresa de transport, 2 d'empreses d'hostatgeria i restauració, 3 d'empreses d'informació i comunicació, 7 d'empreses financeres, 4 d'empreses immobiliàries, 16 d'empreses de serveis, 2 d'entitats de l'administració pública i 2 d'empreses classificades com a «altres activitats de serveis».
Dels 24 establiments de servei als particulars que hi havia el 2009, 5 eren tallers de reparació d'automòbils i de material agrícola, 1 paleta, 1 guixaire pintor, 3 fusteries, 5 lampisteries, 2 electricistes, 4 empreses de construcció, 1 perruqueria, 1 restaurant i 1 tintoreria.
Dels 17 establiments comercials que hi havia el 2009, 1 era, 1 un supermercat, 1 una gran superfície de material de bricolatge, 1 una fleca, 1 una peixateria, 4 botigues de roba, 1 una botiga de roba, 1 una botiga d'equipament de la llar, 4 botigues de mobles i 2 drogueries.
L'any 2000 a Normanville hi havia 6 explotacions agrícoles.

## Equipaments sanitaris i escolars
L'únic equipament sanitari que hi havia el 2009 era una farmàcia.
El 2009 hi havia una escola elemental integrada dins d'un grup escolar amb les comunes properes formant una escola dispersa.

## Poblacions més properes
El següent diagrama mostra les poblacions més properes.